# 杨鲁豫
杨鲁豫（1957年3月—），男，山东莒县人，中华人民共和国政治人物。哈尔滨建筑工程学院建筑工程系工业与民用建筑专业学士，建筑经济管理专业硕士，哈尔滨工业大学环境科学与技术专业博士。

## 生平
1974年4月参加工作，早年在河南省襄城县孙祠公社工作。1978年，入哈尔滨建筑工程学院（后并入哈尔滨工业大学）建筑工程系工业与民用建筑专业学习；毕业后分配到城乡建设环境保护部人事教育局，任干部。1984年3月，挂职任重庆建筑大学教务处办公室主任。1985年3月，调回国家城乡建设环境保护部人事教育局，任科长。同年7月加入中国共产党。8月，回到哈尔滨建筑工程学院，攻读建筑经济与管理专业硕士研究生。
1987年夏研究生毕业后，分配到国家建设部办公厅，历任秘书、主任科员、副处级秘书，村镇建设司办公室副主任、综合处处长、办公室主任、副司长；1992年11月，挂职任山东省东营市副市长；1995年8月，升任市委常委；1997年12月，调任山东省建设委员会副主任、党组副书记；1999年5月，调回国家建设部，历任城市建设司司长、标准定额司司长。
2003年5月，转任中共济南市委副书记、常务副市长。2007年4月，升任中共济南市委专职副书记。2008年2月，改任中共泰安市委书记，次年1月当选泰安市人大常委会主任。2012年1月，调任中共济南市委副书记、代市长（2012年3月当选市长）。

### 被起诉
2016年3月4日，山东山水水泥集团就济南市政府派驻山东山水的工作组非法干扰及侵犯行为向香港高等法院原讼法庭，提起对济南市政府市长杨鲁豫及副市长苏树伟的诉讼。

### 落马
2016年4月6日上午11时，杨鲁豫及其秘书和司机在济南西站被办案人员带走。随后，中纪委网站宣布，杨鲁豫因涉嫌严重违纪接受组织调查，济南也成为继南京后，中共十八大以来第二个市委书记和市长均落马的省会城市。
因涉嫌严重违纪违法，2016年5月23日，山东省第十二届人大常委会第二十一次会议决定接受其辞去第十二届全国人民代表大会代表职务。
2016年7月，被中共中央纪委调查出违反政治纪律，对抗组织审查；违反中央八项规定精神，违规接受宴请；违反组织纪律，不按规定报告个人有关事项，利用职务上的便利在干部选拔任用中为他人谋取利益并收受财物；违反廉洁纪律，收受礼金，搞权色、钱色交易；违反生活纪律；利用职务上的便利为他人谋取利益并收受财物，涉嫌受贿犯罪。依据《中国共产党纪律处分条例》等有关规定，经中央纪委常委会议审议并报中共中央批准，决定给予杨鲁豫开除党籍处分；由监察部报国务院批准，给予其开除公职处分；收缴其违纪所得；将其涉嫌犯罪问题、线索及所涉款物移送司法机关依法处理。
2017年3月23日，河南省平顶山市中级人民法院一审公开开庭审理了山东省济南市原市长杨鲁豫受贿一案。平顶山市人民检察院指控：2004年至2016年，被告人杨鲁豫利用担任中共济南市委副书记、济南市人民政府副市长、市长、中共泰安市委书记的职务便利，为相关单位和个人在企业项目推进、房地产开发、土地手续办理、职务调整等事项上提供帮助，直接或通过其亲属非法收受相关单位和个人财物共计折合人民币2327.8228万元，应当以受贿罪追究杨鲁豫的刑事责任。同年5月5日，杨鲁豫因受贿罪被河南平顶山市中级法院判处有期徒刑14年，并处罚金200万元。